# 김원전
김원전(金元全, 1918년 8월 20일 옥구 ~ 2001년 10월 22일)은 제4대 국회의원을 지낸 대한민국의 정치인이다. 제1공화국에서 자유당 국회의원으로 정계에 입문했고, 5·16 군사 정변이 일어난 후 민주공화당 창당위원으로 참여했다.

## 약력
- 전주 신흥고등보통학교 졸업
- 일본 도쿄공업시험소 화학기술원양성소 수료
- 북선제지화학 군산공장 관리인
- 주식회사고려제지 사장
- 자유당 군산시당 위원장
- 민주공화당 창당위원

## 역대 선거 결과
| 실시년도 | 선거   | 대수 | 직책     | 선거구      | 정당   | 득표수   | 득표율          | 순위 | 당락 | 비고 |
| -------- | ------ | ---- | -------- | ----------- | ------ | -------- | --------------- | ---- | ---- | ---- |
| 1958년   | 총선   | 4대  | 국회의원 | 전북 군산시 | 자유당 | 14,629표 | \| \| 44.96% \| | 1위  |      | 초선 |
|          | 44.96% |      |          |             |        |          |                 |      |      |      |